# فن فطري
الفن الفطري هو مصطلح يطلق على أعمال فنية ذاتية التعلم، غالبا في نطاق الفن التشكيلي، مع اهتمام بالالتزام بالبساطة في الأداء واسترسال في خيال الصورة.

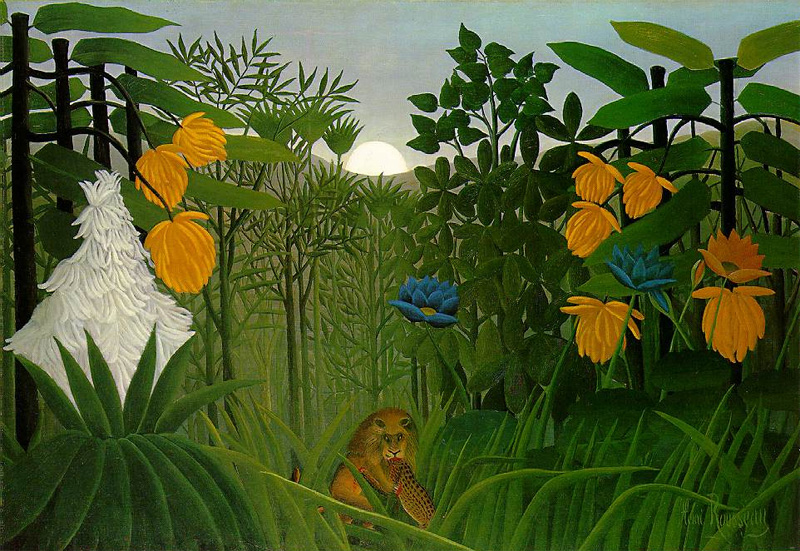
هنري روسو - 1907 - نموذج على الفن البدائي

أظهر الكثير من الفنانين المعاصرين ميلاً للاستفادة من الأسلوب الجمالي الشعبي في الفن البدائي، فقد مال بول غوغان  P.Gauguin إلى الفطرية والرمزية مستوحياً الفن البدائي لجزر هاواي، وكذلك يلاحظ أثر الفنون البدائية في لوحات فناني النزعة الوحشية (بالإنجليزية: Fauvisme)‏ ولوحات هنري روسو H.Rousseau وبابلو بيكاسو الذي استعار عناصر من النحت الإفريقي وخاصة العيون المفتوحة وملامح الوجوه المشابهة للأقنعة وفهم المنظور فهماً خاصاً، ويظهر ذلك في لوحة «فتيات أفينيون» التي حددت انطلاقة بيكاسو في الفن التكعيبي. 

وكذلك تواصل كل من جماعتي الفارس الأزرق (بالألمانية: Der Blaue Reiter) وجماعة القنطرة /الجسر (بالألمانية: Die Brüke) الألمانيتين والفن البدائي وفن ما قبل التاريخ.
كما برز الفن الفطري عربيا من خلال أعمال الفنان الفلسطيني المتوفي سنة 1984 إبراهيم غنام، وأشهرها لوحة الحصاد أو البيادر.

## الصفات
غالبًا ما يعتبر الفن الفطري فنًا غريبًا يمارسه أحدهم بدون تدريب رسمي (أو قليل) أو بدون درجة رسمية. كان هذا صحيحًا قبل القرن العشرين، إلا أنه توجد حاليًا أكاديميات للفن الفطري. الآن، الفن الفطري نوع فني معترف به بالكامل ويُعرض في المعارض الفنية حول العالم.
صفات الفن الفطري غريبة بالنسبة إلى الصفات الرسمية للرسم، لاسيما أنها لا تتبع قواعد المنظور الثلاثة (كما عرفها الرسامون التقدميون لعصر النهضة):
1. نقص حجم الأشياء بشكل يتناسب مع المسافة
2. خفوت الألوان مع المسافة
3. نقص دقة التفاصيل مع المسافة

والنتائج هي:
1. تأثير المنظور الخاطئ هندسيًا (تظهر الأعمال بمظهر غريب أو مظهر رسم الأطفال أو مظهر رسم العصور الوسطى، لكن المقارنة تتوقف عند هذا الحد)
2. كثرة استخدام النمط، لون غير نقي على كل الرسومات المكونة دون خفوت للون في الخلفية.
3. تساوي الدقة في التفاصيل، بما فيها تفاصيل الخلفية التي ينبغي أن تُطمس.

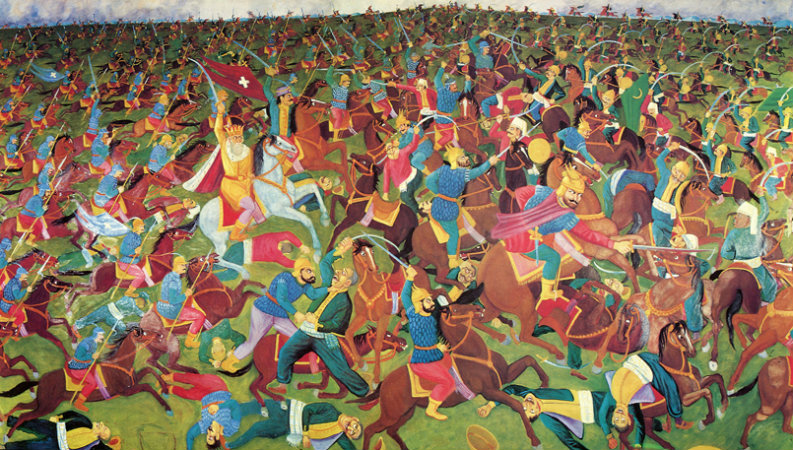
لوحة معركة كوسوفو، 1970-1971، زيت على قماش، 205 × 415 سم، مثال على الفن الفطري، عمل الفنان الصربي يانكو براشيتش (Janko Brašić).

البساطة بدلًا من البراعة هي جوهر كل علامات الفن الفطري. ومع ذلك، أصبح أسلوبًا شائعًا ويمكن التعرف عليه فهناك العديد من الأمثلة يمكن تسميتها بالفطرية الزائفة.
بينما يصف الفن الفطري عادةً أعمال الفنان الذي لم يتلقَّ تعليمًا رسميًا في مدرسة الفنون أو في أكاديمية، على سبيل المثال هنري روسو أو ألفريد واليز، يصف الفن الفطري الزائف عمل الفنان بصورة أكثر زيفًا أو أكثر وعيًا بالذات والذين يمكن أن تعتبر أعمالهم أقرب إلى التقليد منها إلى الأصالة.
ليس من المحتمل أن توجد الفطرية الحقيقية في الفنانين المعاصرين، نظرًا لتوسع التعلم الذاتي كشكل من أشكال التعليم في العصر الحديث. لا تلقى التصنيفات الفطرية الترحاب دائمًا من قبل الفنانين الحاليين، لكن يحتمل أن يتغير هذا إذ أن هناك إشارات احترام ندركها. توجد الآن متاحف مكرسة للفن الفطري في كيكسكيميت بالمجر وريغا بلاتيفا وجيان بإسبانيا وريو دي جانيرو بالبرازيل وفي فيك بفرنسا وفي باريس. ومن أمثلة الفنانين الحاليين الناطقين بالإنجليزية الذين يعترفون بالأسلوب الفطري: غراي بونت وليل كارباجال وجوناثان كيس-ليف وغيب لانغوثولتز وجيجي ميلز وباربارا أسلن وباين بروفت وألاين توماس.
«الفن البدائي» هو مصطلح آخر غالبًا ما يُطلق على الفن الذي يقدمه أولئك الذين لم يتلقوا تدريبًا رسميًا، لكن تاريخيًا، يُطلق أكثر على أعمال من ثقافات معينة حكمت عليها الأكاديمية الغربية اجتماعيًا أو تكنولوجيًا بأنها «بدائية»، مثل فن الأمريكان الأصليين أو سكان جنوب الصحراء الأفريقية أو جزيرة المحيط الهادي. يختلف هذا عن الحركة «البدائية» المستلهمة من الوعي الذاتي، البدائية. الفن الشعبي مصطلح آخر متعلق بالفن الفطري لكنه ليس مرادفًا له تمامًا.
هناك أيضًا «الفطرية» و«البدائية» اللتان عادةً ما تنطبقان على الفنانين المحترفين الذين يعملون بأسلوب الفن الفطري (مثل بول غوغان وميخائيل لاريونوف وبول كلي).

## الحركات
لا أحد يعلم بالضبط متى ظهر الفنانون الفطريون الأوائل على الساحة، ابتداءً من أول مظاهر الفن وصولاً إلى أيام «الكلاسيكية الحديثة»، ترك لنا الفنانون الفطريون علامات لا لبس فيها عن نشاطهم المبتكر دون وعي تام منهم. على أي حال، يمكن أن يُعتبر الفن الفطري أنه احتل مكانة «رسمية» في سجلات فن القرن العشرين منذ –على أبعد تقدير– إعلان الفارس الأزرق، تقويم عام 1912. قدم فاسيلي كاندينسكي وفرانتس مارك، اللذان أخرجا التقويم، ست نسخ من لوحات لو دوانير روسو (هنري روسو) مقارنين إياها بأمثلة تصويرية أخرى. ومع ذلك، يتفق معظم الخبراء على أن العام الذي «اكتُشف» فيه الفن الساذج كان عام 1885، عندما أصبح الرسام بول سيغناك مدركًا لمواهب هنري روسو وبدأ في تنظيم معارض لأعماله في عدد من المعارض الفنية المرموقة.